# Сули (дем)
Вижте пояснителната страница за други значения на Сули.
Сули (на гръцки: Σούλι; на албански: Suli) е област в Гърция, самостоятелен дем в област Епир. Демът е част от историческата област Сули.

## История
Няколкото села в Сули – Самонида, Авлотопос (Главица), Кукулии, Цангари, Фросини (Корищани), са основани от гърци и албанци, избягали от преследвания на османците. Първоначално областта е населена с 12 000 сулиоти. В 1955 година на градовете Месолонги, Сули, Аркади и Негуш (Науса) е дадено почетно звание „Град герой“ за героичната съпротива срещу османците по време на Гръцкото въстание от 1821 година.

## Селища
Дем Сули е създаден на 1 януари 2011 година след обединение на три стари административни единици – демите Парамития и Ахерондас и община Сули по закона Каликратис.

### Бивш дем Парамития
Според преброяването от 2001 година дем Парамития (Δήμος Παραμυθιάς) с център Парамития има 7859 жители (2001) и в него влизат следните демови секции и селища:
- Демова секция Парамития (2862 жители)

- град Парамития (Παραμυθιά) (2445 жители)
- село Агиос Георгиос (Άγιος Γεώργιος, старо Скупица) (167 жители)
- село Агиос Донатос (Άγιος Δονάτος) (250 жители)

- Демова секция Агия Кирияки

- село Агия Кирияки (Αγία Κυριακή, старо Попово) (46 жители)

- Демова секция Амбелия (244 жители)

- село Амбелия (Αμπελιά, старо Драгани) (194 жители)
- село Агиос Пантелеймонас (Άγιος Παντελεήμονας) (1 жители)
- село Рапи (Ράπι) (49 жители)

- Демова секция Грика

- село Грика (Γκρίκα) (243 жители)

- Демова секция Елатария

- село Елатария (Ελαταριά) (19 жители)

- Демова секция Зервохори (510 жители)

- село Зервохори (Ζερβοχώρι, старо Драгуми) (166 жители)
- село Асфака (Ασφάκα) (29 жители)
- село Камини (Καμίνι) (315 жители)

- Демова секция Калитеа (203 жители)

- село Калитеа (Καλλιθέα) (96 жители)
- село Аварица (Αβαρίτσα) (56 жители)
- село Врисопула (Βρυσοπούλα) (51 жители)

- Демова секция Каравунарн (527 жители)

- село Каравунарн (Καρβουνάρν) (427 жители)
- село Кира Панагия (Κυρά Παναγιά, старо Боровари) (100 жители)

- Демова секция Кариоти

- село Кариоти (Καριώτι) (321 жители)

- Демова секция Кристалопиги (400 жители)

- село Кристалопиги (Κρυσταλλοπηγή) (180 жители)
- село Кефаловрисо (Κεφαλόβρυσο) (220 жители)

- Демова секция Ксиролофос (308 жители)

- село Ксиролофос (Ξηρόλοφος, старо Зелесо) (181 жители)
- село Рахули (Ραχούλι) (127 жители)

- Демова секция Неохори (488 жители)

- село Неохори (Νεοχώρι) (169 жители)
- село Агиос Георгиос (Άγιος Γεώργιος) (28 жители)
- село Нераида (Νεράιδα) (291 жители)

- Демова секция Панкрати

- село Панкрати (Παγκράτι) (175 жители)

- Демова секция Пенде Еклисиес

- село Пенде Еклисиес (Πέντε Εκκλησιές) (102 жители)

- Демова секция Петровица

- село Петровица (Πετροβίτσα) (69 жители)

- Демова секция Петуси

- село Петуси (Πετούσι) (66 жители)

- Демова секция Плакоти

- село Плакоти (Πλακωτή) (145 жители)

- Демова секция Полидросо

- село Полидросо (Πολύδροσο) (127 жители)

- Демова секция Продроми (421 жители)

- село Продроми (Προδρόμι) (129 жители)
- село Дафнула (Δαφνούλα) (292 жители)

- Демова секция Салоники

- село Салоники (Σαλονίκη) (73 жители)

- Демова секция Севасто

- село Севасто (Σεβαστό) (146 жители)

- Демова секция Хрисавги

- село Хрисавги (Χρυσαυγή, старо Веляни) (169 жители)

- Демова секция Псака (195 жители)

- село Псака (Ψάκα) (184 жители)
- село Нунесати (Νουνεσάτι) (11 жители)

### Бивш дем Ахерондас
Според преброяването от 2001 година дем Ахерондас (Δήμος Αχέροντα) с център Гардики има 2344 жители (2001) и в него влизат следните демови секции и селища:
- Демова секция Гардики

- село Гардики (Γαρδίκι) (803 жители)

- Демова секция Глики (711 жители)

- село Глики (Γλυκή) (434 жители)
- село Потамия (Ποταμιά) (277 жители)

- Демова секция Скандало (623 жители)

- село Скандало (Σκάνδαλο) (267 жители)
- село Агора (Αγορά, старо Льонгати) (208 жители)
- село Мандротопос (Μανδρότοπος) (148 жители)

- Демова секция Хойка

- село Хойка (Χόικα) (207 жители)

### Бивша община Сули
Според преброяването от 2001 година община Сули (Κοινότητα Σουλίου) с център Самонида има 748 жители (2001) и в него влизат следните демови секции и селища:
- Общинска секция Самонида

- село Самонида (Σαμονίδα) (81 жители)

- Общинска секция Авлотопос

- село Авлотопос (Αυλότοπος, старо Главица) (217 жители)

- Общинска секция Кукулии

- село Кукулии (Κουκουλιοί) (110 жители)

- Общинска секция Цангари

- село Цангари (Τσαγγάρι) (171 жители)

- Общинска секция Фросини

- село Фросини (Φροσύνη, старо Корищани) (169 жители)